# L'Aventure du cercle rouge
Pour les articles homonymes, voir Le Cercle rouge (homonymie).
L'Aventure du cercle rouge, aussi traduite Le Cercle rouge (The Adventure of the Red Circle en version originale), est l'une des cinquante-six nouvelles d'Arthur Conan Doyle mettant en scène le détective Sherlock Holmes. Elle se divise en deux parties et est parue pour la première fois dans la revue britannique Strand Magazine en mars-avril 1911, avant d'être regroupée avec d'autres nouvelles dans le recueil Son dernier coup d’archet (His Last Bow).

## Résumé

### Mystère initial
Mme Warren, une logeuse londonienne, vient à la rencontre de Holmes pour éclaircir une situation pénible dans laquelle elle se trouve. 
Dix jours auparavant, elle a reçu un nouveau locataire, qu'elle décrit comme un « parfait gentleman barbu ». Celui-ci a pris une chambre à l'étage et a proposé de payer le double du loyer demandé, en échange de quoi la logeuse et son mari devraient lui laisser une clé de la maison et promettre de ne jamais le déranger. La logeuse a accepté, mais le comportement du locataire est devenu étrange : après être rentré tard le premier soir, alors que tout le monde était déjà couché, il n'est pas ressorti une seule fois de sa chambre. Plus étonnant encore, le locataire a demandé que ses repas soient déposés sur une chaise devant sa porte. Il attend alors que la logeuse soit redescendue pour s'en saisir. 
La seule communication entre le locataire et la logeuse se fait via quelques messages succincts rédigés sur des morceaux de papier remis avec les restes du repas, qu'il dépose sur la chaise. Il a ainsi déjà demandé des allumettes, du savon et, chaque jour, le quotidien Daily Gazette et toujours en majuscule. Mme Warren lui montra aussi un mégot de cigarette, ce qui lui sembla étrange car selon lui, s'il avait été barbu, il n'aurait pas pu fumer cette cigarette

### Résolution
À la suite du récit de Mme Warren, Holmes pense que le locataire n'est plus l'homme barbu qui a négocié le loyer avec elle le premier jour, ce qui explique qu'il refuse d'être vu et qu'il peut fumer. Le lendemain matin, Holmes et Watson se rendent chez Mme Warren qui leur trouve une cachette donnant sur la porte du locataire. Lorsque la logeuse apporte le repas puis redescend, ils voient distinctement une femme apeurée ouvrir la porte et prendre la nourriture. La supposition du détective est confirmée : il y a eu un échange de locataire le premier soir, alors que toute la maisonnée était couchée.
Le détective essaie ensuite de trouver par quel moyen la jeune femme apeurée peut encore communiquer avec l'homme barbu. En parcourant les annonces de la Daily Gazette, il découvre des messages suspects signés « G. » et en déduit que l'homme barbu va communiquer le soir-même par signaux lumineux, depuis la fenêtre d'un immeuble voisin (1 pour « A », 2 pour « B », etc.).
Le soir même, Holmes aperçoit les signaux lumineux et décrypte un message en italien qui s'interrompt : « Attention, attention, attention. Danger, dang... » Le détective et Watson se précipitent alors vers l'immeuble voisin et rencontrent l'inspecteur Gregson de Scotland Yard sur le perron. Il est accompagné d'un détective américain appelé Leverton de l'agence Pinkerton qui est sur la piste de Giuseppe Gorgiano, un dangereux criminel membre d'une organisation nommée le « cercle rouge ». Gregson sait que l'homme qu'ils cherchent est entré dans l'immeuble et qu'il ne peut en ressortir que par l'unique porte d'accès devant laquelle ils se trouvent. Il a déjà vu trois hommes sortir de l'immeuble, mais aucun ne correspondait à Gorgiano. Les quatre hommes entrent finalement dans l'immeuble et se rendent dans la pièce d'où venaient les signaux. Ils y trouvent le cadavre de Gorgiano sur le sol, un poignard planté dans le cou.
Holmes, à l'aide d'une bougie, envoie alors un signal en italien à la locataire de Mme Warren, l'invitant à venir sur le lieu du crime. Lorsque la jeune femme arrive, elle montre une étonnante joie en découvrant que Gorgiano est mort. Elle explique alors que Gorgiano était un homme extrêmement dangereux qui voulait tuer son mari, Gennaro Lucca, depuis une délicate affaire survenue à New York. Gennaro Lucca et elle-même, Emilia Lucca, avaient depuis fui à Londres mais se savaient poursuivis par Gorgiano. Lucca, qui voulait à tout prix protéger sa femme, avait eu l'idée de la cacher astucieusement chez Mme Warren. Il semble que Gorgiano ait finalement retrouvé Gennaro Lucca dans l'immeuble, mais le combat a tourné à l'avantage de Lucca qui a ensuite quitté les lieux. Gregson confirme avoir vu un homme barbu sortir de l'immeuble peu de temps auparavant. Gregson emmène ensuite la jeune femme au poste de police, mais se montre confiant envers son sort et celui de son mari, qui n'a fait que se défendre contre un criminel.

### Allusion à des enquêtes inédites
Au début de l'aventure, Mme Warren flatte Holmes pour qu'il l'accepte comme cliente en lui rappelant qu'il a résolu une affaire pour l'un de ses pensionnaires un an plus tôt. Celui-ci, nommé Fairdale Hobbs, lui a dit beaucoup de bien du détective. Cette « affaire Fairdale Hobbs » est inédite.

## Adaptations
La nouvelle a été adaptée en 1994 dans la série télévisée Sherlock Holmes. Cet épisode est le 39e de la série, et le 4e de la 4e saison, intitulée Les Mémoires de Sherlock Holmes.

## Livre audio en français
- Arthur Conan Doyle, Le cercle rouge [« The Adventure of the Red Circle »], Paris, La Compagnie du Savoir, coll. « Les enquêtes de Sherlock Holmes », 2011 (EAN 3760002139531, BNF 42478498)Narrateur : Cyril Deguillen ; support : 1 disque compact audio ; durée : 52 min environ ; référence éditeur : La Compagnie du Savoir CDS101. Le nom du traducteur n'est pas indiqué.